# Schlacht um Daejeon
Die Schlacht um Daejeon (englisch Battle of Taejon) fand vom 16. bis zum 20. Juli 1950 statt. Sie war eine der ersten Schlachten des Koreakriegs zwischen der United States Army und den Streitkräften der Volksrepublik Nordkorea (Koreanische Volksarmee). Es ging primär darum, die Positionen der 24th Infantry Division (24th ID) in der Umgebung der Stadt Daejeon, die ein wichtiger Transport-Knotenpunkt war, zu verteidigen. Die Regimenter der 24th ID waren nach zwei Wochen heftiger Kämpfe am Rande ihrer Leistungsfähigkeit angelangt.
Die gesamte 24th ID war um die Stadt Daejeon versammelt und hielt hier eine Linie entlang dem Kum-Fluss zum Ostrand der Stadt. Behindert durch einen Mangel an Kommunikationsmitteln und Ausrüstung sowie zu wenig schwere Waffen, um die Angreifer wirksam zu bekämpfen, wurden die mangelhaft ausgebildeten, schlecht ausgerüsteten und sich in der Unterzahl befindlichen US-Soldaten nach einiger Zeit vom Fluss in die Stadt zurückgedrängt. Hier entwickelte sich ein dreitägiger Häuserkampf, in dem sich die Verteidiger immer weiter zurückziehen mussten, und den sie schließlich gezwungen waren, abzubrechen. Obwohl sie die Stadt nicht halten konnten, gelang es, die Nordkoreaner so lange aufzuhalten, bis Verstärkungen herangeführt worden waren und die (7th Infantry Division, 25th Infantry Division, 1st Cavalry Division sowie andere Einheiten der Eighth Army) weiter südlich am Busan-Perimeter eine Riegelstellung errichten konnten.
Ohne die Verzögerung der nordkoreanischen Angriffsbewegung bei Daejeon bleibt es zweifelhaft, ob der Busan-Perimeter hätte gehalten werden können. Während der Kämpfe geriet Major General William F. Dean, Kommandeur der 24th Infantry Division, in Gefangenschaft. Er war der ranghöchste Offizier, den die Nordkoreaner während dieses Krieges gefangen nahmen.

## Hintergründe

### Kriegsausbruch

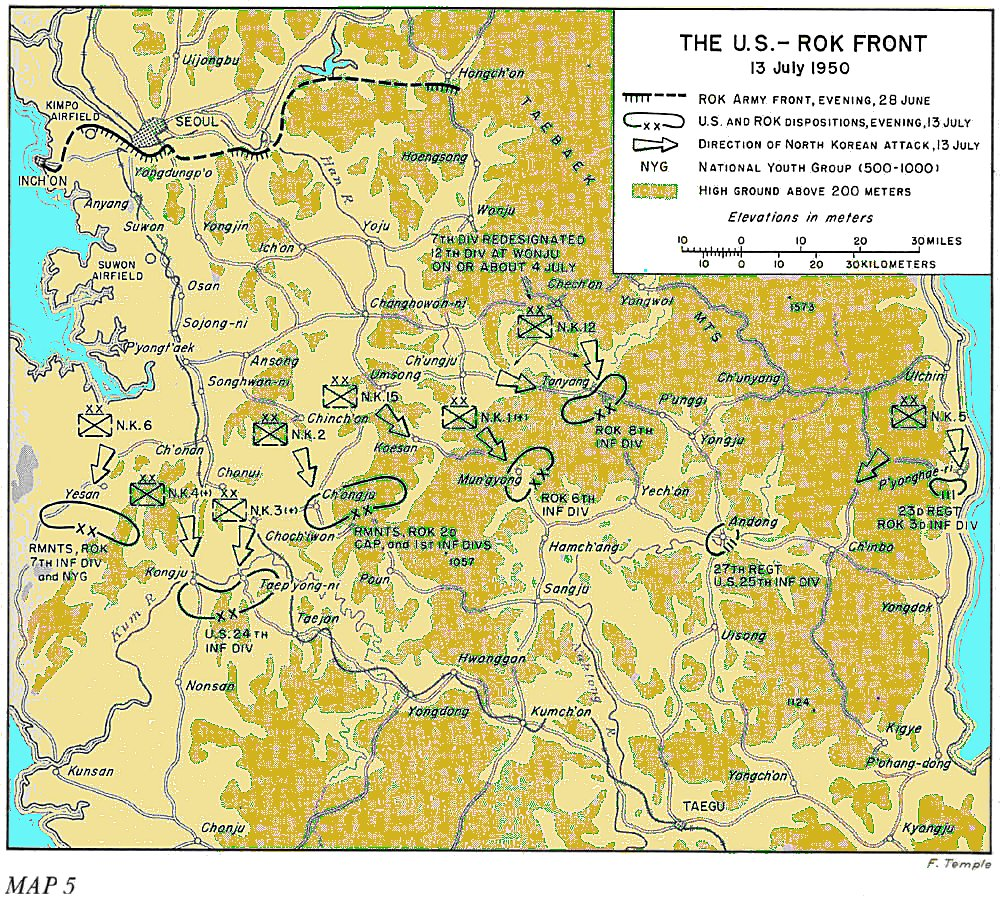
Frontlinie im Koreakrieg am 13. Juli 1950

Als Reaktion auf die Invasion Südkoreas durch seinen nördlichen Nachbarn, die „Demokratische Volksrepublik Korea“, sahen sich die Vereinten Nationen veranlasst, einzugreifen und Truppen zu schicken. Die Hauptlast an der Mission trugen die Vereinigten Staaten, die bald darauf begannen erste Einheiten in Bewegung zu setzen. Die Verbände der USA in Fernost waren seit dem Ende des Zweiten Weltkriegs ständig verringert worden, die am nächsten stationierte Einheit war die schwache 24th Infantry Division der Eighth United States Army in Japan.
Die Division war unterbesetzt und mit veraltetem Material aus den Jahren 1945 und früher ausgerüstet, was auf die Kürzungen im Verteidigungsetat durch Louis A. Johnson zurückzuführen war. Trotzdem wurde die Division nach Südkorea verlegt. Kurz vor Beginn der Schlacht fanden in der Umgebung von Daejeon Massaker durch die Südkoreaner an zwischen 3000 und 7000 Landsleuten statt, die man linkspolitischer Umtriebe verdächtigt und gefangengesetzt hatte. Diese Gefangenen wurden von südkoreanischen Truppen erschossen und in Massengräbern verscharrt. Ein US-amerikanischer Fotograf konnte das Geschehen teilweise dokumentieren.

### Aufgabe der 24th Infantry Division

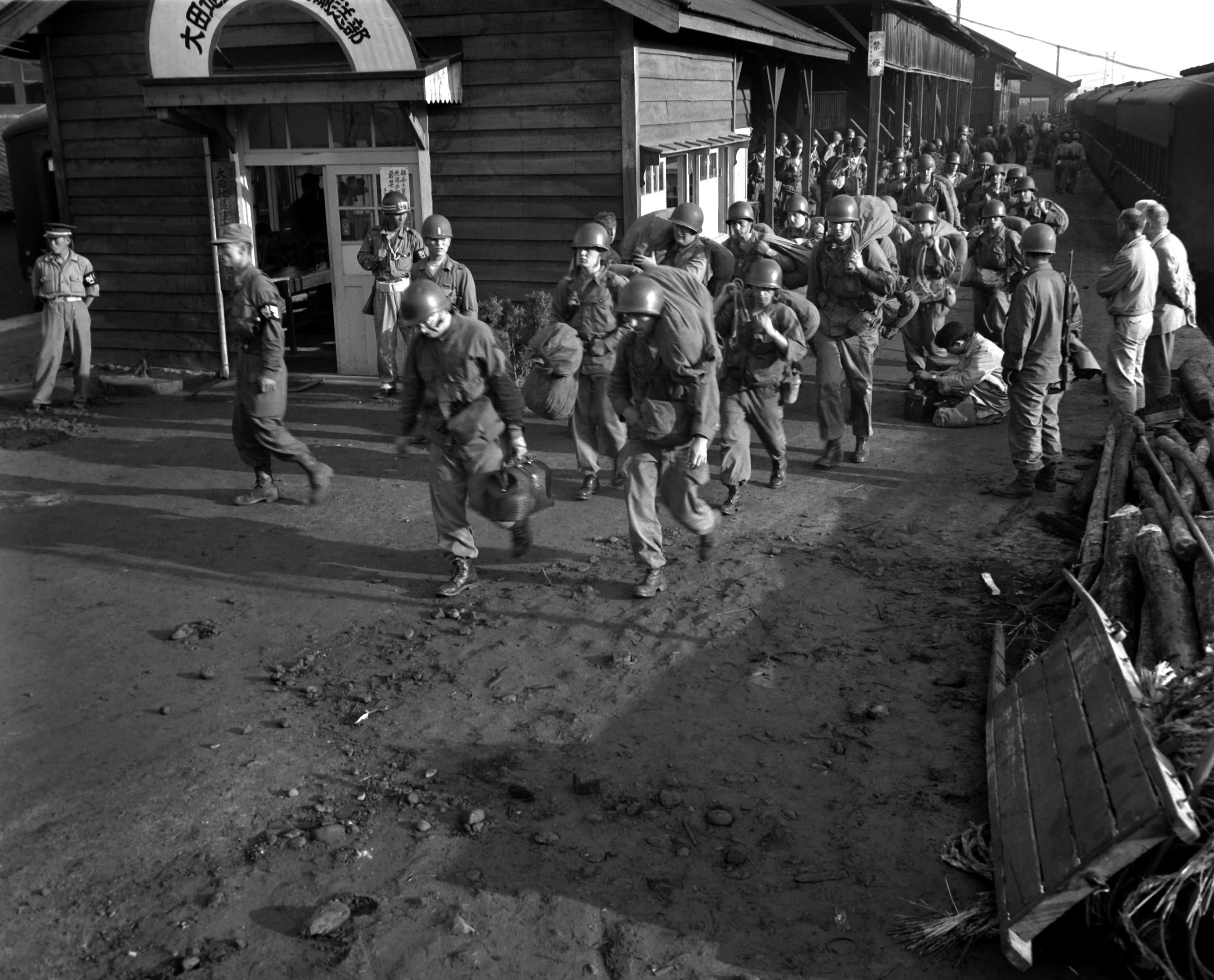
Ankunft der Task Force Smith im Bahnhof von Daejeon

Die „Task Force Smith“, eine Vorausabteilung der 24th Infantry Division hatte in der Schlacht bei Osan am 5. Juli, dem ersten Aufeinandertreffen der United States Army und der Nordkoreaner, hohe Verluste zu verzeichnen. Die Überlebenden der „Task Force Smith“ zogen sich nach Pyongtaek zurück, wo die Amerikaner erneut geschlagen wurden. Die 24th Infantry Division wurde von den Nordkoreanern immer weiter zurückgedrängt, was auch auf die Unterzahl und die mangelhafte Ausrüstung der Amerikaner zurückzuführen war. Dazu kam Unerfahrenheit und teilweise Undiszipliniertheit.
Am 12. Juli befahl der Divisionskommandeur, Major General William F. Dean, den drei Regimentern seiner Division, 19th Infantry Regiment, 21st Infantry Regiment und 34th Infantry Regiment, sich über den Kum-Fluss zurückzuziehen und auf der Uferlinie eine Verteidigungsstellung zu errichten. Alle Brücken waren zu sprengen.
Daejeon, etwa 170 km südlich von Seoul und etwa 220 km nordwestlich von Busan gelegen, war das Hauptquartier der 24th Infantry Division. Dean bildete hier mit dem 34th Infantry Regiment und dem 19th Infantry Regiment eine Verteidigungslinie im Osten und hielt das angeschlagene 21st Infantry Regiment in Reserve zurück. Der Kum-Fluss umschloss die Stadt weitläufig im Norden und Westen, womit die Verteidigungslinie zwischen 17 und 25 km vor der Stadtgrenze lag. Im Süden wurde die Stadt vom Sobaek-Gebirge umschlossen. Daejeon war ein wichtiger Eisenbahnknotenpunkt für Bahntransporte zwischen Seoul und Taegu, auch gingen von hier die Nebenlinien in das Hinterland ab. Die Stadt war somit für beide Seiten von erheblicher strategischer Bedeutung. Die Amerikaner mussten unter allen Umständen versuchen den nordkoreanischen Vormarsch zu verlangsamen, um so die Fertigstellung des Pusan-Perimeters zu ermöglichen.

## Beteiligte Kampfverbände

### US 24th Infantry Division

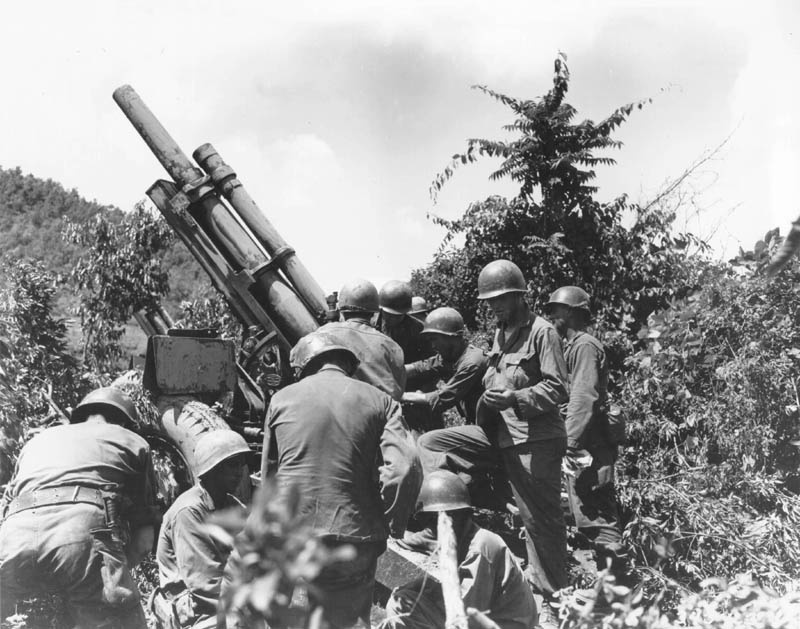
Eine US-Feldhaubitze am 15. Juli in Position am Kum-Fluss

Die 24th Infantry Division bestand aus drei Infanterieregimentern, von denen jedes einen kriegsmäßigen Soll-Bestand von 3000 Mann hatte. Diese Mannschaftsstärke wich jedoch bereits vor den Kämpfen vom tatsächlichen Ist-Bestand ab und verringerte sich in den ersten beiden Wochen nach dem Eintreffen auf dem Kriegsschauplatz weiter. Das 21st Infantry Regiment verfügte nur noch über 1100 Mann, bei Verlusten von 1433 Mann. Das 34th Infantry Regiment verfügte lediglich über 2020 Mann und das 19th Infantry Regiment über 2276 Mann. Weitere 2007 Mann bildeten die Divisionsartillerie der 24th Infantry Division. Der Gesamtbestand an Kampftruppen der Division betrug demnach 11.400 Mann. Jedes der Regimenter hatte statt drei nur zwei Bataillone.
Eine große Anzahl der Männer musste wegen völliger Erschöpfung aus dem Kampf abgelöst werden. Die Kampfmoral war niedrig, da die Männer unter ständigem Schlafmangel litten. Die hohen Verluste unter den erfahrenen Offizieren zwangen dazu, deren Aufgaben auf unerfahrene, jüngere Offiziere und sogar auf Unteroffiziere zu übertragen.
Zusätzlich zu den Menschenverlusten kam der Mangel an Ausrüstung. Verluste aus früheren Gefechten reduzierten die Divisionsartillerie auf zwei Bataillone. Fernmeldegerät, Waffen und Munition waren nur in begrenzten Mengen vorhanden, da große Mengen in vorangegangenen Gefechten verloren gegangen oder zerstört worden waren. Die meisten der Sprechfunkgeräte waren defekt, Batterien, Feldtelefonkabel und Feldtelefone waren nur in geringer Menge vorhanden – einige Kompanien hatten nur ein Sprechfunkgerät pro Zug. Aus diesem Grund wurden die Aktionen der einzelnen Einheiten stark behindert. Die Division verfügte über keine Panzer, die zugewiesenen neueren leichten M24 Chaffee und veralteten M4 Sherman waren noch im Zulauf.
Eine der wenigen Waffen, die den nordkoreanischen T-34-Panzer wirksam bekämpfen konnte, war die 3.5 inch M20 Super Bazooka mit M28A2-HEAT-Munition (High Explosive Anti Tank – Hohlladungsgeschoss). Aber auch davon war nur eine geringe Stückzahl vorhanden.

### Nordkoreanische Einheiten
Die nordkoreanischen Pläne sahen drei von Panzern unterstützte Divisionen für einen Angriff von drei Seiten auf Deajeon vor. Die 3. Division wurde von Norden flankierend angesetzt, die 4. Division sollte den Fluss Kum von Osten und Süden überqueren und die US-amerikanischen Truppen in der Stadt einschließen. Teile der 105. Panzerdivision sollten zur Unterstützung eingesetzt werden. Die 2. Division sollte von Chongju die amerikanische rechte Flanke angreifen, kam jedoch zu spät, um noch eingesetzt zu werden.
Die Nordkoreaner erschienen mit der 3. und 4. Division unterstützt durch mehr als 50 Panzer vor der Stadt. Jede der nordkoreanischen Divisionen verfügte normalerweise über 11.000 Mann, womit sie ungefähr doppelt so stark waren wie die Amerikaner. Die Kampfmoral der Nordkoreaner war jedoch nicht besonders hoch, da ihre Ausrüstung durch Luftangriffe und ständigen Verschleiß im Kampf nicht mehr ausreichend war. Politische Kommissare versprachen den Truppen Erholung in Daejeon, sobald die Stadt eingenommen sei.

## Die Schlacht

### Erster nordkoreanischer Angriff

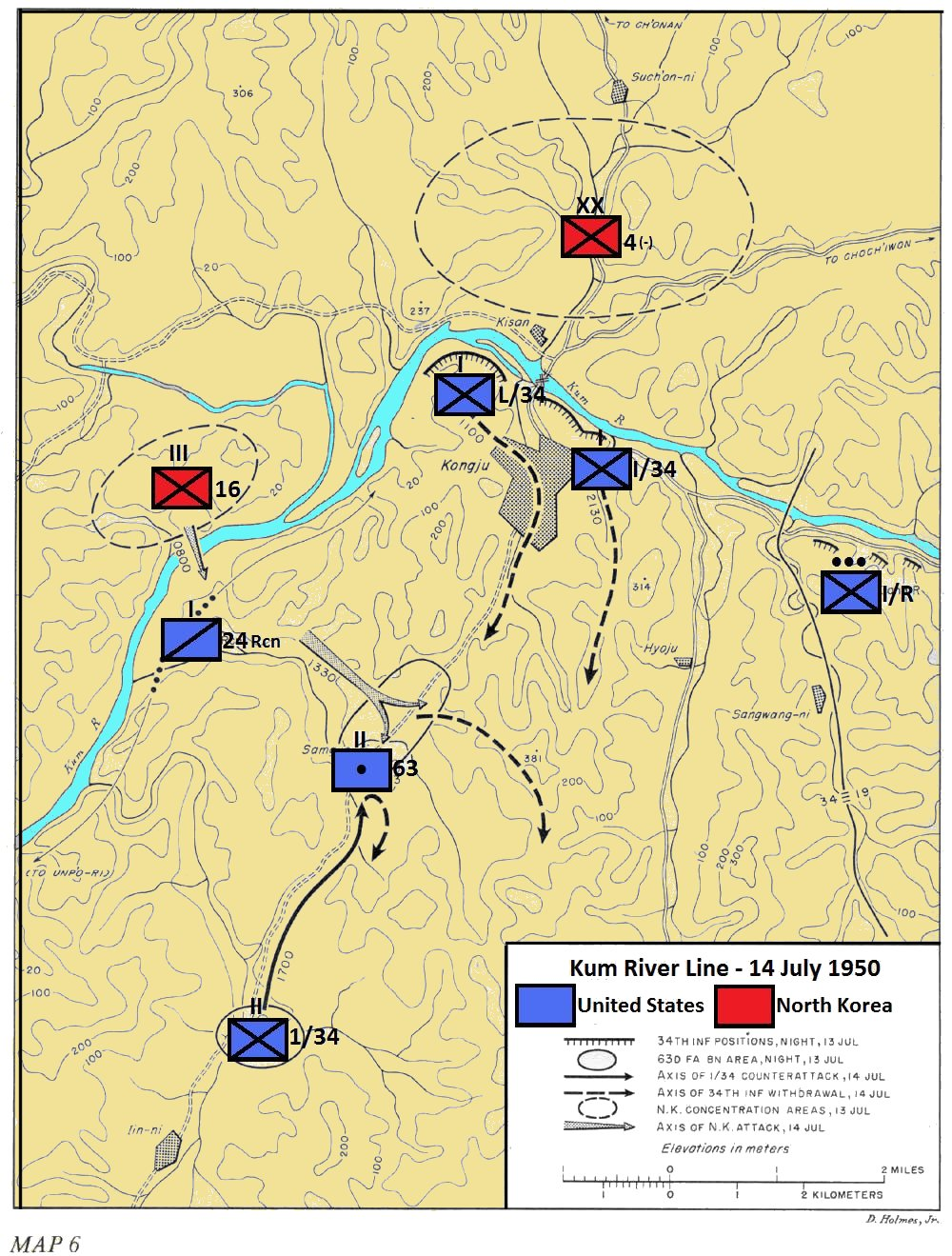
Karte über die Abwehrkämpfe im Bereich des US 34th Infantry-Regiments am Kum-Fluss

Am Morgen des 14. Juli stellten Soldaten des 3rd Battalion 34th IR von den Höhen über dem Kum-Fluss fest, dass Panzer vom Typ T-34 den Fluss überquerten. Sie wurden von diesen Panzern bereits von der gegenüberliegenden Seite des Flusses, allerdings ohne Wirkung, beschossen. Am Vormittag des gleichen Tages begann die nordkoreanische Infanterie damit, den Fluss auf Booten zu überqueren. Zur Feuerunterstützung wurden die amerikanischen Linien mit Mörsern und Artillerie beschossen. Begünstigt durch die mangelhafte bzw. nicht vorhandene Kommunikation unter den US-Einheiten gelang es den Angreifern die Stellungen zu überrennen. Das weiter nördlich liegende 1st Battalion wurde ebenfalls massiv angegriffen und versuchte zunächst, die Angreifer durch Artilleriefeuer abzuwehren, musste sich jedoch schließlich in eine Auffangstellung zurückziehen.
Am frühen Nachmittag überquerte die etwa 1000 Mann starke zweite Welle der Nordkoreaner den Fluss. Sie eroberten eine vorgeschobene Stellung des 63rd Field Artillery Battalion. Mit einem erbeuteten Maschinengewehr wurde der Bataillonsgefechtsstand beschossen. Durch Artilleriebeschuss wurden die Fernmeldeeinrichtungen und Fahrzeuge zerstört und große Menschenverluste verursacht. Die Überlebenden zogen sich zu Fuß in Richtung Süden zurück. Zwischenzeitlich war eine nur 200 Meter entfernte Batteriestellung von 100 Gegnern angegriffen worden. Dies führte zu schweren Verlusten und zum Rückzug der Überlebenden. Die B Battery wurde von 400 Nordkoreanern angegriffen; hier griff jedoch eine südkoreanische Kavallerieabteilung ein und konnte so einen geordneten Rückzug ermöglichen. Das 63rd Field Artillery Battalion verlor alle Geschütze und 80 Fahrzeuge, viele noch fahrbereit.
Am Abend unternahm das 1st Battalion des 34th IR einen Gegenangriff, um die verlorenen Stellungen und das verlorengegangene Material zurückzugewinnen, konnte jedoch gegen das massive Abwehrfeuer nicht vordringen und musste sich bei Anbruch der Dunkelheit wieder zurückziehen. General Dean forderte schließlich einen Luftschlag an, um dieses Material zu zerstören. Die Nordwestflanke der Amerikaner war jetzt zurückgeworfen. Die nordkoreanische 4. Division begann ihre Überquerung des Flusses, von US-Luftangriffen nur unwesentlich behindert.

### Zweiter nordkoreanischer Angriff
Durch den gegnerischen Durchbruch gezwungen, musste das 34th Infantry Regiment nach Süden auf Nonsan zurückgehen. Das 2nd Battalion des 19th Infantry Regiment wurde eingesetzt, um verschiedene Lücken zu schließen die das 34th IR gelassen hatte und wurde dabei von südkoreanischen Truppen unterstützt. Es wurde eine starke Massierung von nordkoreanischen Truppen auf der anderen Seite des Flusses ausgemacht. Am 16. Juli um 03:00 Uhr setzte ein massiver Feuerschlag der Nordkoreaner mit Panzern, Feldgeschützen und Mörsern auf die Stellungen des 19th IR ein. Die Nordkoreaner begannen damit, auf Booten über den Fluss zu setzen und anschließend die Stellungen der C- und E-Company des 1st Battalions anzugreifen. Das gesamte Bataillon drohte überrannt zu werden. Der Regimentskommandeur befahl alle verfügbaren Offiziere und Mannschaften in die Gräben und es gelang, den Angriff abzuwehren. Während des teilweise chaotisch ablaufenden Gefechts war es jedoch Teilen der Angreifer gelungen, in den rückwärtigen Frontabschnitt einzudringen und dort die Reserven und den Nachschub anzugreifen. Mit völlig überdehnten Linien war das 19th IR nicht in der Lage, die Front zu halten und gleichzeitig die Angreifer zurückzuschlagen.

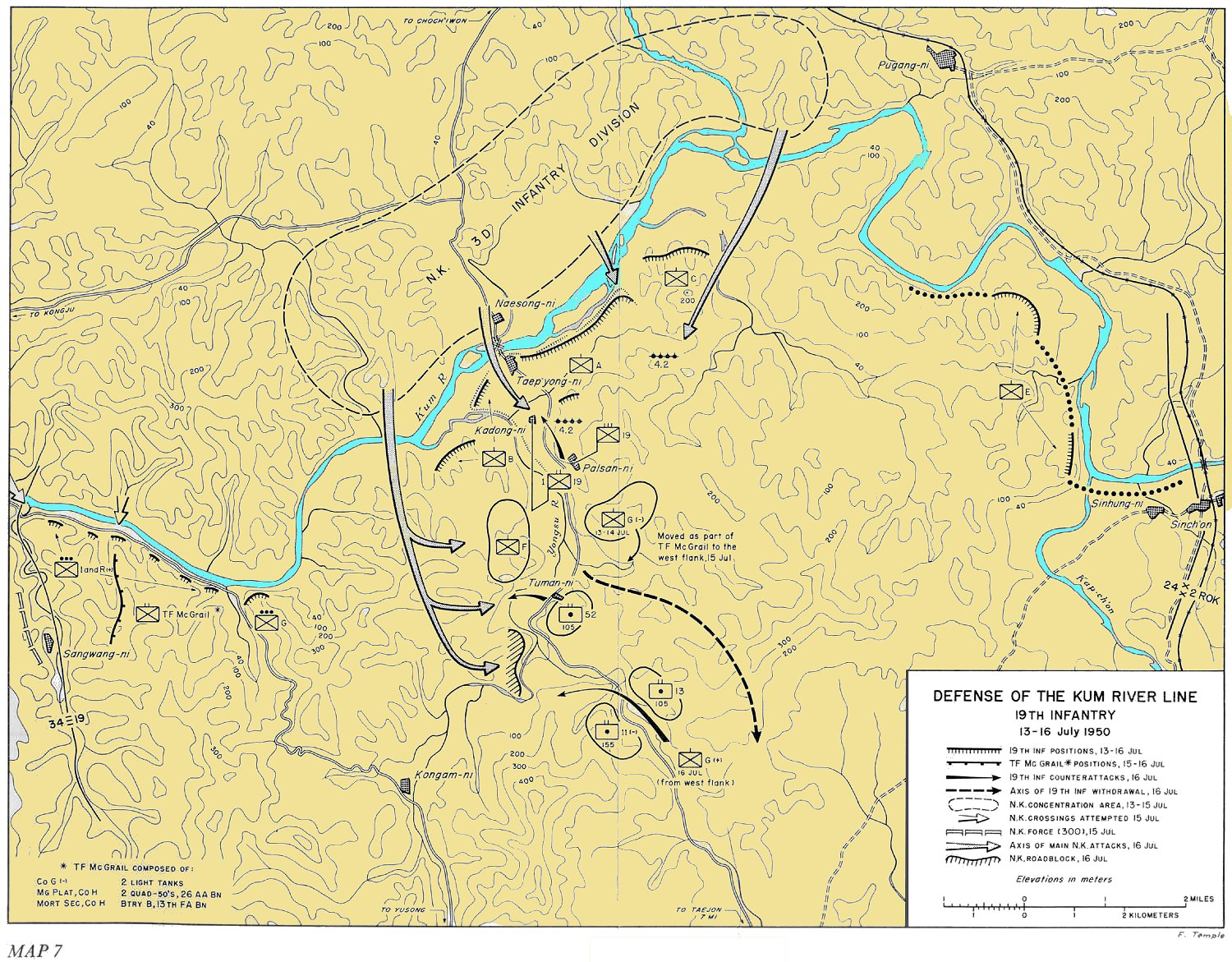
Karte der Verteidigung des US 19th Infantry Regiments am Kum-Fluss

Am gleichen Abend wurde das 2nd Battalion zu einem Angriff befohlen, konnte jedoch wegen schwerer Verluste keinen Erfolg erzielen. Am 17. Juli wurde das 19th IR abgelöst und 20 km weit nach Südwesten verlegt, um dort wieder auf Kampfstärke gebracht zu werden. Weniger als die Hälfte des 1st Bataillon war noch vorhanden, vom 2nd Battalion waren noch lediglich zwei Kompanien kampffähig. Alle drei Regimenter der 24th Infantry Division waren geschlagen und hatten nur noch Bataillonsstärke. Das 19th und das 34th IR hatten in den Kämpfen gegen die beiden nordkoreanischen Divisionen zwischen dem 13. und dem 16. Juli 650 Mann verloren.
Am 18. Juli befahl der Armeekommandant der „Eighth Army“, Lieutenant General Walton Walker General Dean, Daejeon unbedingt bis zum 20. Juli zu halten, um es so der 1st Cavalry Division und der 25th Infantry Division zu ermöglichen, nördlich des Naktong einen Verteidigungsriegel, den sogenannten „Busan-Perimeter“, aufzubauen.

### Einkesselung von Daejeon

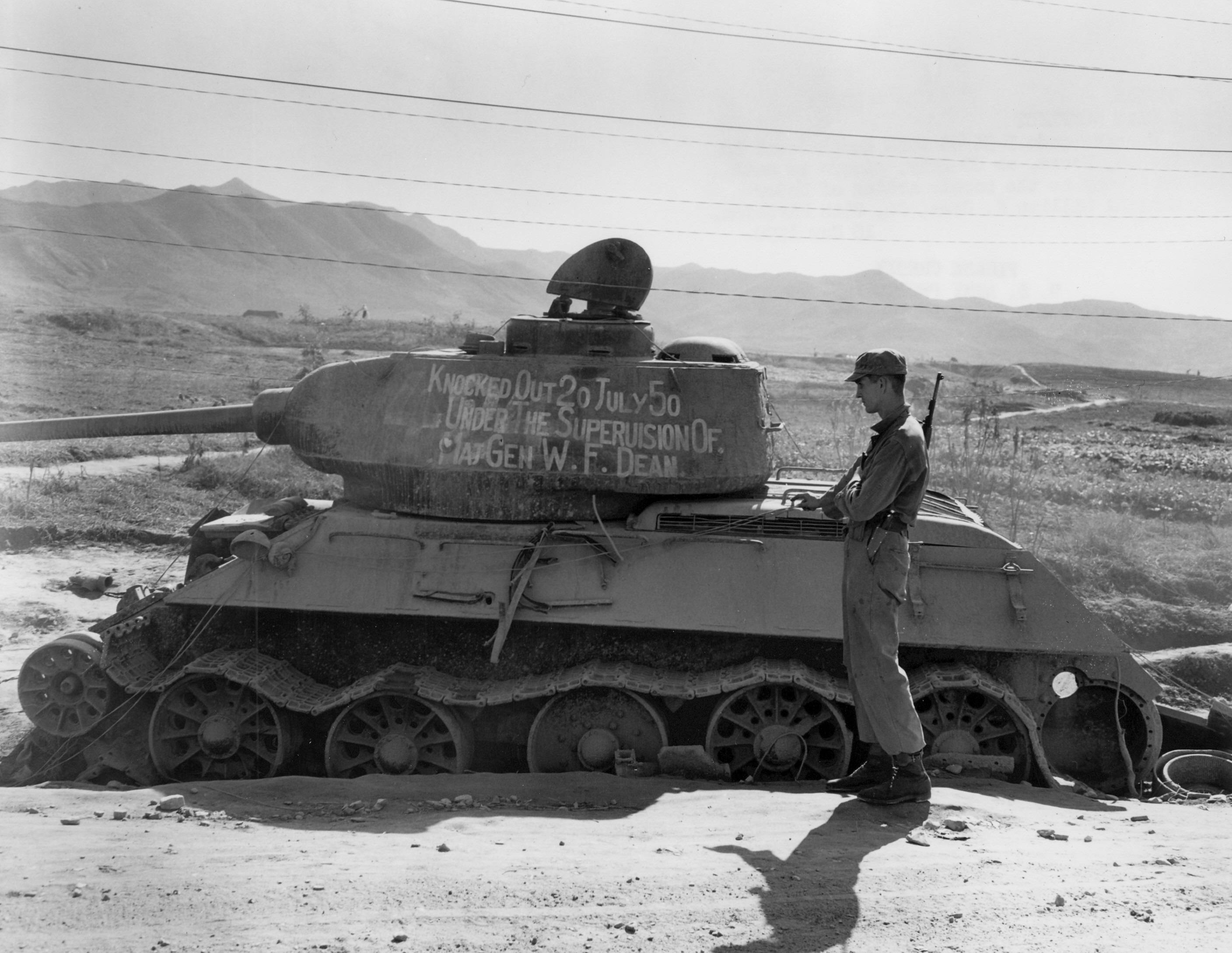
Abgeschossener T-34 mit der Aufschrift: „Knocked out 20 July 1950 with the supervision of Maj. Gen. W.F. Dean“

Die nordkoreanischen Streitkräfte schoben sich jetzt auf Daejeon vor und drangen am 19. Juli mit Panzern der 105. Panzerdivision und Infanterie der 3. Division in die Stadt ein. Die 3. Division blockierte die Straße zwischen Daejeon und Okchon und schnitt das 21st IR von allen Reserven ab. Das Regiment war aus diesem Grund nicht mehr in der Lage den Kampf fortzuführen. Trotz aller Widrigkeiten wurde während der Kämpfe versucht die Straße offen zu halten, um ein Entkommen zu ermöglichen.
Mit dem Eindringen in die Stadt besetzten die Nordkoreaner Schlüsselstellungen auf Gebäuden, um Scharfschützen einzusetzen. Durch amerikanische Gegenangriffe wurden viele der hölzernen Gebäude in Brand gesetzt. Die Nordkoreaner setzten besondere Bestrebungen daran, amerikanische Geschützstellungen, Verpflegungs- und Munitionslager in Besitz zu nehmen. Informationen darüber hatten sie von Agenten in der Stadt erhalten.
Da die 24th Infantry Division den Befehl erhalten hatte die Stadt unbedingt zu halten, wurde das 34th IR in die Stadt beordert. General Dean begann nunmehr wichtige Teile der Division einschließlich seines Hauptquartiers per Eisenbahn nach Taegu zu evakuieren.
Zu diesem Zeitpunkt trafen die ersten Panzer vom Typ M24 Chaffee der A-Company 78th Tank Battalion auf dem Kampfplatz ein. Davon unbeeindruckt, griffen die gegnerischen Panzer den Flugplatz von Daejeon an und eroberten ihn. Die letzten Verteidiger am Kum-Fluss wurden in die Stadt zurückgedrängt. Von diesem Moment an war die Stadt eingeschlossen. Zwei Tage lang bekämpfte das 34th IR die Nordkoreaner im Häuserkampf. Die Nordkoreaner infiltrierten die Stadt, indem sie Soldaten als Bauern verkleidet hinter den amerikanischen Linien einsetzten. Die verbliebenen Kräfte der Amerikaner wurden Straßenzug um Straßenzug zurückgedrängt. Ohne Sprechfunkgeräte waren sie unfähig untereinander Verbindung zu halten, was die Gefechtsführung erschwerte. General Dean erschien persönlich in der vordersten Linie und schaltete einen feindlichen Panzer mit einer Handgranate aus. Lange Kolonnen nordkoreanischer Infanterie marschierten von Süden auf die Stadt zu. Die Amerikaner wurden mit schweren Verlusten immer weiter zurückgedrängt und mussten die Straßen, die von Süden, Norden und Osten in die Stadt führten, aufgeben. Versuche der 24th Infantry Division neue Verteidigungsstellungen aufzubauen scheiterten an der nordkoreanischen Übermacht.

### Der Fall von Daejeon

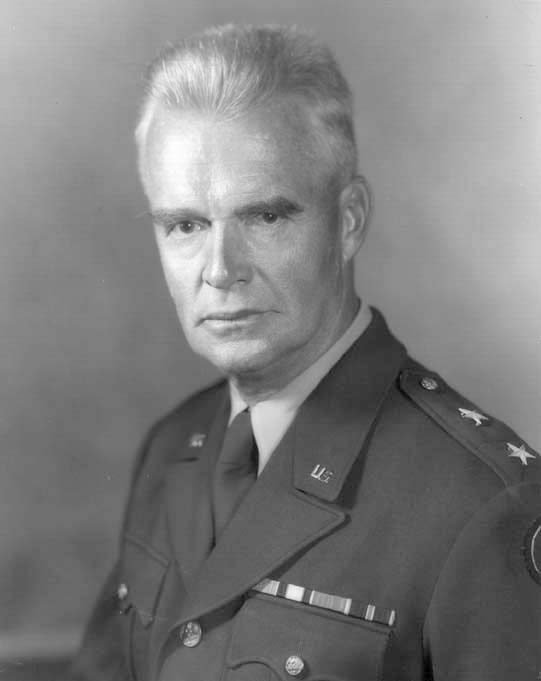
William F. Dean, Kommandeur der 24th Infantry Division während der Schlacht um Daejeon

Am Ende des 20. Juli befahl General Dean den Rückzug des Regimentsstabes des 34th IR. Die weiteren inzwischen eingetroffenen M24 Panzer der 1st Cavalry Division bekämpften die nordkoreanischen Straßensperren. Dean folgte ihnen mit einer kleinen Kolonne. Am Stadtrand versuchten die Reste des 34th IR, in 50 Fahrzeugen die Stadt zu verlassen. Hierbei wurden sie mit Maschinengewehren und Mörsern beschossen, woraufhin viele Fahrzeuge zerstört wurden und die Soldaten zu Fuß zu entkommen versuchten. Der Jeep von General Dean wurde dabei abgedrängt und konnte nicht zurück. Der Besatzung gelang es sich abzusetzen. Anschließend versuchten die Soldaten 35 Tage lang, sich zu den eigenen Kräften durchzuschlagen. Schließlich wurde General Dean allein in den Hügeln umherirrend von den Nordkoreanern gefangen genommen. Auf seinen Rang wurde keine Rücksicht genommen und er wurde mit Folter bedroht, falls er nicht kooperiere; es fand jedoch nichts dergleichen statt, auch wenn er keinerlei Informationen preisgab.
Als der letzte Soldat des 34th IR die Stadt verließ, blieb das 21st IR, das die Straße nach Taegu gesichert hatte, zurück. Als auch dieses Regiment sich zurückzog, verblieb die Stadt endgültig in den Händen der Nordkoreaner.

## Auswirkungen
Nach dem Ende der Schlacht verzeichneten die Amerikaner 922 Gefallene, 228 Verwundete und fast 2.400 Vermisste – die meisten vom 34th Infantry Regiment. Es gibt Beweise, dass die Nordkoreaner einige der Vermissten und auch der Kriegsgefangenen unmittelbar nach der Schlacht erschossen.
Obwohl schwer angeschlagen, konnte die 24th Infantry Division ihren Auftrag ausführen und die Nordkoreaner bis zum 20. Juli aufhalten, bis die Abwehrstellung des Busan-Perimeters fertiggestellt war. Nach dreiwöchigen Kämpfen hatte die Division fast 30 % Verluste zu verzeichnen. Am 22. Juli löste die 1st Cavalry Division die 24th Infantry Division ab. Sie kam unter das Kommando von Major General John H. Church, da der eigentliche Divisionskommandeur vermisst war.
Die nordkoreanischen Verluste konnten nicht ermittelt werden, es gab keine Funksprüche zwischen deren Einheiten, die die US-Aufklärung hätte auffangen können. Sie verloren 15 bis 20 Panzer durch Panzerabwehr und Luftangriffe, Gefangene sagten aus, dass 15 76-mm-Geschütze und sechs 122-mm-Mörser verloren gingen sowie 200 Artilleristen gefallen oder vermisst seien. Die Infanterie erlitt schwere Verluste, besonders die 3. Division. Sie hatte bei Kampfbeginn einen Ist-Bestand von 60 bis 80 %, was nach den Kämpfen auf 50 % zurückgegangen war. Die Totalverluste wurden auf zwischen 1250 und 3300 Mann geschätzt.
Als die Schlacht endete, hatten die Vereinigten Staaten bereits genug Kräfte in das Land verlegt, um den Angreifern Paroli bieten zu können. Für ihren aufopferungsvollen Kampf wurde der 24th Infantry Division die Presidential Unit Citation und die Republic of Korea Presidential Unit Citation verliehen. Sie wurde dann in den Reservestatus versetzt und wieder aufgefrischt. Als erste Einheit kam das 19th RI am 1. August zum Einsatz am Busan-Perimeter.

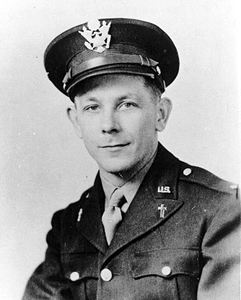
Militärkaplan Herman G. Felhoelter

Die ersten Medals of Honor wurden im Koreakrieg für die Schlacht um Daejeon vergeben. Für seinen Einsatz in vorderster Linie wurde Major General Dean in Abwesenheit ausgezeichnet (er befand sich da noch in nordkoreanischer Gefangenschaft, aus der er erst bei Kriegsende im September 1953 entlassen wurde.) Die zweite Medaille ging postum an den Sergeant George D. Libby, der sich während der Evakuierung im feindlichen Artilleriefeuer um verwundete Soldaten kümmerte und dabei getötet wurde.
Der Militärkaplan Herman G. Felhoelter wurde postum mit dem Distinguished Service Cross ausgezeichnet. Er war – unbewaffnet – am 16. Juli im sogenannten Chaplain-Medic Massacre auf einem Hügel über dem Ort Tuman zusammen mit 30 unbewaffneten, schwerverwundeten US-Soldaten erschossen worden.